# Pietro de' Medici
Don Pietro de' Medici (n. 13 iunie 1554, Florența, Ducatul Florenței⁠(d) – d. 25 aprilie 1604, Madrid, Madrid⁠(d), Spania) a fost cel mai tânăr fiu al lui Cosimo I de' Medici, Mare Duce de Toscana și a Eleonorei de Toledo.
În anul 1571, s-a căsătorit cu verișoara sa, Eleonora de Garzia de Toledo, pe care a acuzat-o de adulter și a strangulat-o cu o lesa de câine, în iulie 1576, la Villa Medici de la Cafaggiolo. De asemenea, l-a închis și apoi l-a ucis pe amantul ei, Bernardino Antinori.
La sfârșitul anului 1577, s-a retras la curtea Spaniei până la sfârșitul anului 1578. În timpul șederii sale, și-a câștigat reputația de risipitor și desfrânat. A plecat din Toscana în octombrie 1579 pentru a aduce trupele italiene în Spania și să le conducă în timpul misiunii în Portugalia. A rămas în Lisabona până la sfârșitul anului 1582.
Corespondențele sale dovedesc că a avut mari probleme cu banii. S-a întors în Italia în 1584 pentru a cere fraților săi să-i acopere datoriile, însă aceștia l-au refuzat spunându-i că trăiește alături de o femeie cu o reputație proastă. Membrii familiei Medici au încercat să aranjeze o altă căsătorie pentru Pietro. În iulie 1586 acesta s-a reîntors în Spania, unde a continuat să acumuleze datorii. S-a reîntors în Italia în 1587, după moartea fratelui său Francesco.
Căsătoria sa cu Dona Beatriz de Lara, fiica lui Manuel de Menezes, Duce de Vila Real, a avut loc în anul 1593 însă nu a reușit să-și stabilizeze problemele economice și emoționale. Pietro a continuat să-și vadă amanta, Antonia de Carvajal care i-a născut cinci copii nelegitimi. A mai avut un copil nelegitim cu Maria della Ribera.
A continuat să-i scrie fratelui său, Ferdinando I, cerând o parte din averea sa pentru a-și plăti datoriile. Pietro a murit îngropat în datorii, înainte de a împlini vârsta de 50 de ani. După moartea sa, copii neleigitimi au fost aduși în Florența. Pietro a fost înmormântat la Mănăstirea de la Santissima Trinidad din Madrid. Trupul său a fost adus mai târziu în Florența și a fost îngropat lângă Cosimo II de' Medici.